# 猿渡武嗣
猿渡 武嗣（さるわたり たけつぐ、1942年12月23日 - 1982年7月21日 ）は、日本の陸上競技（中距離走）選手。アジア競技大会優勝2回、オリンピック代表2回（1964年東京、1968年メキシコシティー）、日本陸上競技選手権大会男子3000m障害5連覇。

## 経歴
福岡県生まれ。福岡県立三池工業高等学校、中央大学出身。
大学在学中に1964年東京オリンピックに出場。1965年に八幡製鐵に入社。1968年メキシコシティーオリンピックに出場した。
1970年に八幡製鐵は富士製鐵と合併して新日本製鐵（新日鉄）となり、新日鉄八幡所属となる。
1975年に現役選手を引退、東京本社厚生課に配属され、社員の文化・スポーツ活動推進に従事した。1980年に室蘭製鐵所厚生課長として赴任。ルポライターの岡邦行によれば、新日鉄八幡は陸上・水泳の実業団チームを擁しオリンピック選手も在籍する環境であったのに対し、新日鉄室蘭（旧富士製鐵系）はそうした環境になく、元オリンピック選手に対する冷ややかな目に抗するために、猿渡は激務に身を投じたという。
1982年7月21日、出張のため滞在していた東京のホテルで睡眠中、心不全のため急死。39歳没。